# Lelaps beckeri
Lelaps beckeri är en stekelart som beskrevs av Yoshimoto 1977. Lelaps beckeri ingår i släktet Lelaps och familjen puppglanssteklar. Inga underarter finns listade i Catalogue of Life.